# Народна република Ангола
Народна република Ангола (на португалски: República Popular de Angola) е официалното название на Ангола в периода 1975 – 1992 г.

## История
Провъзгласена е за народна република от управляващото Народно движение за освобождение на Ангола (НДОА) след победата във войната за независимост с Португалия.
Страната е близка с Куба, СССР и Народна република Мозамбик. След това обаче опозицията на НДОА – Национален съюз за пълна независимост на Ангола (НСПНА), с подкрепата на ЮАР и САЩ предизвиква гражданска война, продължила до 2002 г.
През 1991 г. НДОА и НСПНА подписват мирно споразумение, с което са разрешени многопратийните избори в страната, но напрежението продължава. На следващата година страната се преименува на Ангола.
| Портал | Портал „Африка“ съдържа още много статии, свързани с Африка. Можете да се включите към Уикипроект „Африка“. |